# Singin’ the Blues
Singin' the Blues – wydany w 1956 roku album kompilacyjny bluesowego artysty B. B. Kinga. Wydawcą była wytwórnia Crown.

## O albumie
Płyta zawierała pięć utworów, które okazały się być hitami. Były to: "Bad Luck" (singiel ten odniósł największy sukces, dotarł do trzeciej pozycji w zestawieniu Billboardu Hot R&B/Hip-Hop Songs), "Every Day I Have the Blues" (pozycja ósma), "Ten Long Years" (#9), "Crying Won't Help You" (#15) oraz "Sweet Little Angel" (#6). Pierwotnie album ukazał się nakładem wytwórni Crown zależnej od Modern Records, a następnie był wznawiany kilkukrotnie. Pierwsze wznowienie to część dwupłytowego albumu Kinga The Blues, następne to m.in. album z bonusowymi utworami wydany przez japońskie wydawnictwo P-Vine Records, czy brytyjska wersja wytwórni Ace Records.

## Lista utworów

### Strona 1
| 1. | "Please Love Me"                            | 2:51  |
|    |                                             |       |
| 2. | "You Upset Me Baby"                         | 3:04  |
|    |                                             |       |
| 3. | "Every Day I Have the Blues" (Memphis Slim) | 2:49  |
|    |                                             |       |
| 4. | "Bad Luck" (Ivory Joe Hunter)               | 2:54  |
|    |                                             |       |
| 5. | "3 O'Clock Blues" (Lowell Fulson)           | 3:03  |
|    |                                             |       |
| 6. | "Blind Love"                                | 3:06  |
|    |                                             |       |
|    |                                             | 17:47 |
|    |                                             |       |

### Strona 2
| 1. | "Woke Up This Morning"                        | 2:59  |
|    |                                               |       |
| 2. | "You Know I Love You"                         | 3:06  |
|    |                                               |       |
| 3. | "Sweet Little Angel" (Lucille Bogan, ? Smith) | 3:00  |
|    |                                               |       |
| 4. | "Ten Long Years"                              | 2:49  |
|    |                                               |       |
| 5. | "Did You Ever Love a Woman" (D. Moore)        | 2:34  |
|    |                                               |       |
| 6. | "Crying Won't Help You" (Hudson Whittaker)    | 3:00  |
|    |                                               |       |
|    |                                               | 17:28 |
|    |                                               |       |

### CD - Bonus
| 1. | "Whole Lotta Meat" (King)                                                   | 2:32  |
|    |                                                                             |       |
| 2. | "I'm Cracking Up Over You"                                                  | 3:23  |
|    |                                                                             |       |
| 3. | "I Stay in the Mood" (Joe Josea, King)                                      | 2:55  |
|    |                                                                             |       |
| 4. | "When My Heart Beats Like a Hammer 'Million Years Blues'" (John Williamson) | 2:58  |
|    |                                                                             |       |
| 5. | "Jump with You Baby"                                                        | 2:14  |
|    |                                                                             |       |
| 6. | "Lonely and Blue" (John Costa Jr., John Erby)                               | 2:58  |
|    |                                                                             |       |
| 7. | "Dark is the Night, Pt. 'the Blues Has Got Me'" (Maxwell Davis, King, Taub) | 2:41  |
|    |                                                                             |       |
| 8. | "Ruby Lee"                                                                  | 3:01  |
|    |                                                                             |       |
|    |                                                                             | 22:42 |
|    |                                                                             |       |

### Muzycy obecni w nagraniu
- Red Callender – gitara basowa
- Maxwell Street Jimmy Davis – saksofon tenorowy
- Jewell L. Grant – saksofon altowy
- Billy Hadnot – gitara basowa
- Ralph Hamilton – gitara basowa
- Lorenzo Holden – saksofon tenorowy
- B. B. King – gitara, śpiew
- Willard McDaniel – pianino
- Jack McVea – saksofon tenorowy
- Bumps Myers – saksofon tenorowy
- Jake "Vernon" Porter – trąbka
- Jesse Price – perkusja
- Jesse Sailes – perkusja
- Maurice Simon – saksofon tenorowy
- Floyd Turnham – saksofon altowy, saksofon barytonowy
- Charles Waller – saksofon tenorowy